# Antigonia kenyae
Antigonia kenyae är en fiskart som beskrevs av Nikolai V. Parin och Borodulina 2005. Antigonia kenyae ingår i släktet Antigonia och familjen trynfiskar. Inga underarter finns listade i Catalogue of Life.